# Álvaro Obregón (dzielnica)
Álvaro Obregón (A. Obregón) – jedna z szesnastu dzielnic Dystryktu Federalnego (miasta Meksyk). Położona w środkowo-zachodniej części Dystryktu Federalnego.